# 池内祥人
池内 祥人（いけうち さちひと、1998年8月4日 - ）は、日本の俳優。
神奈川県出身。ハーモニック所属。

## 来歴
- 1998年8月、神奈川県に生まれる。
- 2021年、京都芸術大学映画学科俳優コース卒業。

## 人物・エピソード
- 三人兄弟の末っ子
- 趣味はバナナマンのラジオを聴く、アジア映画を観る、定食屋巡り
- 特技はフットサル中学：関東大会優勝、東京都優秀選手賞受賞、高校：神奈川県3位

## 出演

### 映画
- はい、泳げません/渡辺謙作監督 若林役 (2022)
- LOOSER2022/木村ひさし監督 (2022)
- 夏だまりの家/石井梨帆監督 向井朝陽役 (2021)[1][2]
- CHAIN/チェイン /福岡芳穂監督 準主演 松之助役 (2020)第12回京都ヒストリカ国際映画祭 ヒストリカスペシャル上映[3][4][5]
- ナルコレプシー」土井奈々子監督 青年役 (2019)
- てれすこ/小寺智也監督 ホシ役 (2019)
- 花梨/小寺智也監督 ユウ役 (2019)
- MAN of DESTINY /三好隼人監督 松本大輔役 (2019)
- うちたれがみ/張雪子監督　関口良樹役 (2018)
- 青春オールナイトフィーバー/鶴尾一陽監督 加藤役 (2018)
- スロータージャップ/阪元裕吾監督 キヨ役 (2017) ゆうばり国際ファンタスティック映画祭2018コンペティション入選
- ぱん。/阪元裕吾監督・辻凪子監督 奴隷役 (2017) MOOSIC LAB2017 短編部門グランプリ

### ドラマ
- シコふんじゃった!（2022年、ディズニープラス） - 本日医科大学相撲部員役 役
- あなたに聴かせたい歌があるんだ （2022年、萩原健太郎監督、Hulu） - 生徒 役
- TOKYO VICE 第7話（2022年、マイケル・マン監督） - 新聞販売員 役
- テイオーの長い休日 第2話（2023年、東海テレビ・フジテレビ） - 撮影所の美術スタッフ 役
- 約束 〜16年目の真実〜 第1話（2024年4月11日、読売テレビ・日本テレビ） - 島田 役
- 僕達はまだその星の校則を知らない 第2話（2025年7月21日、関西テレビ・フジテレビ） - 中華料理屋店員 役[6]

### 舞台
- 演劇集団SINK『白日なき日々のオーケストラ』(2022)
- 炎男～ファイヤーガイズ～『 オサエロ 』/松丸雅人演出　主演 （2022）
- At Random /佃尚能 演出 (2021)
- 演劇集団SINK「謝謝」/篠原功 演出 山下充宏役 (2018)
- 「」企画『無差別』/小原藍 演出 真徳丸役 (2019)[7]
- 青年団『カガクするココロ』兵藤公美 演出 小島役 (2019)

### その他
- 東武動物公園「呪われたコテージ」映像（2023)